# Konduktor

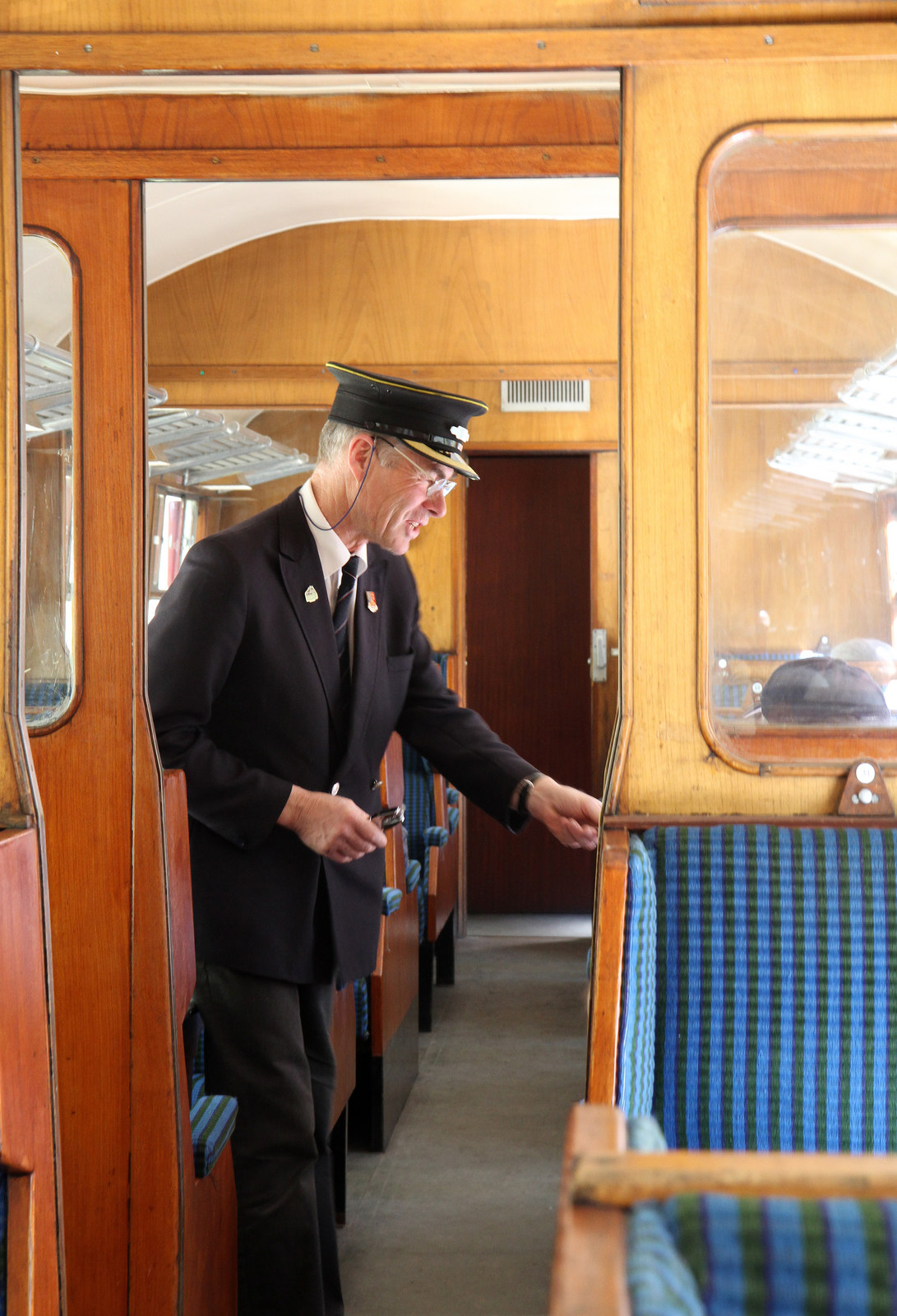
Konduktor w pociągu

Konduktor – współcześnie, pracownik kolejowy podległy bezpośrednio kierownikowi pociągu, zajmujący się obsługą pociągu.

## Obowiązki
Do obowiązków konduktora należy:
- wykonywanie poleceń kierownika pociągu
- nadzór nad prawidłowym działaniem urządzeń w wagonach
- wykonywanie powierzonych czynności podczas przyjmowania, zdawania i obsługi pociągu
- nadzór nad bezpieczeństwem w pociągu i przestrzeganiem porządku
- kontrola biletów i innych dokumentów przewozowych

a w razie potrzeby także:
- wykonywanie pracy manewrowej
- udzielanie pierwszej pomocy
- informowanie podróżnych o wolnych miejscach, gdy pociąg jest zapełniony i możliwościach przesiadania się, gdy pociąg ma opóźnienie.

W PKP istniało dodatkowe stanowisko konduktora rozdawcy bagażu, zajmującego się przyjmowaniem i wydawaniem przesyłek bagażowych oraz dbaniem o bezpieczeństwo przewożonego bagażu. Konduktorzy rozdawcy pracowali w pociągach posiadających wagony bagażowe. PKP zakończyły przewóz przesyłek bagażowych w 2003 roku.

## Konduktorzy w komunikacji miejskiej i PKS
Dawniej stanowisko konduktora, dbającego oprócz sprzedaży i kontroli biletów o porządek i bezpieczeństwo w środku transportu (autobusie, tramwaju, trolejbusie) funkcjonowało powszechnie również w komunikacji miejskiej i PKS. Współcześnie, w Polsce tylko nieliczne miasta (np. Wałbrzych) zdecydowały się na przywrócenie obsługi konduktorskiej w transporcie miejskim.